# Prades (kanton)
Prades var en fransk kanton indtil 2015 beliggende i departementet Pyrénées-Orientales i regionen Languedoc-Roussillon. Kantonen blev nedlagt i forbindelse med en reform, der reducerede antallet af kantoner i Frankrig. Kantonens kommuner er nu fordelt mellem de to ny kantoner Les Pyrénées catalanes og Le Canigou.
Prades bestod i 2015 af 20 kommuner :
- Prades (hovedby)
- Vernet-les-Bains
- Ria-Sirach
- Catllar
- Los Masos
- Corneilla-de-Conflent
- Eus
- Codalet
- Fuilla
- Taurinya
- Mosset
- Villefranche-de-Conflent
- Molitg-les-Bains
- Clara-Villerach
- Fillols
- Casteil
- Campôme
- Nohèdes
- Conat
- Urbanya